# Bronte (mitologia)
Bronte (in greco antico: Βρόντης?, Bróntēs) è un figlio di Urano (il cielo) e di Gea (la terra).

## Mitologia
Era un ciclope che viveva nell'Etna ed era colui che faceva rombare i tuoni.
Esiodo lo descrive (insieme ai suoi fratelli Sterope e Arge) come una creatura prodigiosa e conoscitore dell'arte della lavorazione del ferro. 

Come i due fratelli forgiava i fulmini di Zeus. Nell'Inno ad Artemide di Callimaco tenne la giovane dea sulle gambe durante la fanciullezza ed ella per gioco e per dimostrare la propria forza, gli strappò il pelo del petto in un solo gesto.
Da esso prende il nome il comune siciliano di Bronte.